# Fenerbahçe Spor Kulübü (calcio)
Il Fenerbahçe Spor Kulübü, più semplicemente Fenerbahçe SK o Fenerbahçe, è la sezione calcistica dell'omonima società polisportiva turca, con sede nella città di Istanbul. Milita nella Süper Lig, massima serie del campionato turco di calcio.
Fondata nel 1907, è una delle più antiche e rinomate squadre sportive della Turchia: la sezione di gran lunga più popolare è la squadra di calcio, ma il sodalizio di Istanbul compete anche nella pallacanestro, nella pallavolo, nel canottaggio, nel tennis tavolo, nella vela, nell'atletica e nel nuoto.
I giocatori della sezione calcistica sono soprannominati Sarı Kanaryalar ("canarini gialli") e disputano le gare interne allo stadio Şükrü Saraçoğlu di Istanbul (52500 posti). 
La sezione calcistica del Fenerbahçe ha vinto 19 titoli di Süper Lig, 3 campionati turchi (1924-1951), 6 Leghe nazionali, 16 campionati interurbani della lega, 7 Coppe di Turchia e 9 Supercoppe di Turchia. Vincendo per la quindicesima volta, nel 2003-2004, il campionato turco, è stata la seconda squadra turca dopo il Galatasaray a potersi fregiare di tre stelle sulla maglietta ufficiale. In ambito internazionale la squadra ha vinto una Coppa dei Balcani nel 1966-1967, primo club turco ad aggiudicarsi un trofeo internazionale, mentre i migliori risultati nelle competizioni UEFA per club sono la semifinale di UEFA Europa League raggiunta nel 2012-2013, i quarti di finale della Coppa delle Coppe raggiunti nel 1963-1964 e i quarti di finale di UEFA Champions League raggiunti nel 2007-2008.
Il Fenerbahçe vive una fortissima rivalità con il Galatasaray.

## Storia

### Origini (1907-1959)

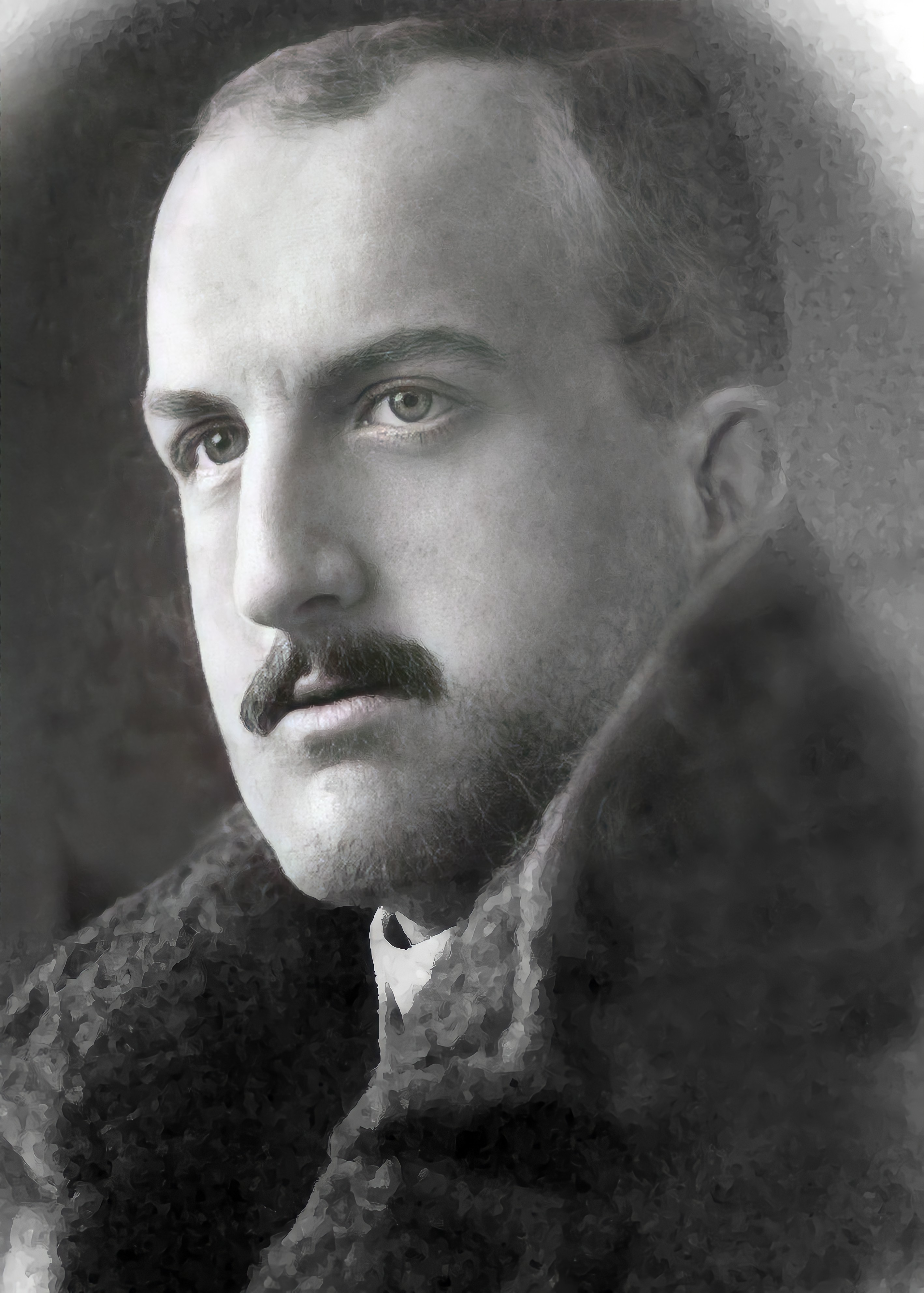
Ziya Songülen, fondatore e primo presidente del Fenerbahçe (1886-1936)

Il Fenerbahçe fu fondato nel 1907 nell'antica città di Kadıköy (oggi quartiere di Istanbul) da un gruppo di giovani, tra i quali Nurizade Ziya Songülen, che ne fu il primo presidente, Ayetullah Bey, primo segretario generale, e Necip Okaner, capitano della squadra. Il primo logo del club consisteva in un faro, in turco fener (decisiva la vicinanza del faro del capo di Fenerbahçe, situato nei pressi della sede del club) con i colori del narciso, il giallo e il blu.
Nato essenzialmente come squadra di calcio, il club inizialmente adottò maglie gialle e bianche, ma nel 1914, anno in cui Hikmet Topuzer ridisegnò il logo, si decise di passare alle maglie giallo-blu, colori oramai tradizionali.

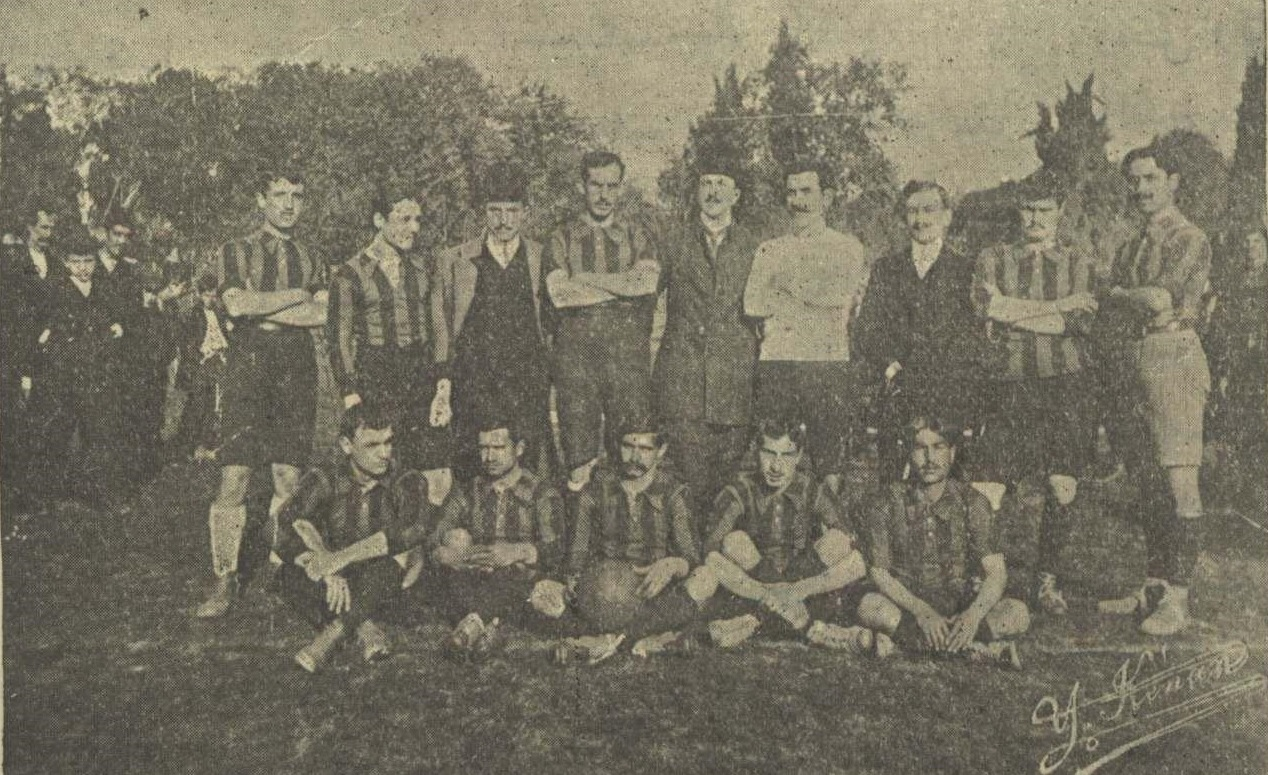
Il Fenerbahçe nel 1907

Una legge del 1908 stabilì che tutte le squadre di calcio turche si sarebbero dovute registrare per poter continuare l'attività in modo legale. Nel 1908 il Fenerbahçe aderì al campionato di calcio di Istanbul, dove esordì con un quinto posto finale. Fu questa la prima formazione: Ziya Songülen, Ayetullah Bey, Necip Okaner, Galip Kulaksızoğlu, Hassan Sami Kocamemi, Asaf Beşpınar, Enver Yetiker, Şevkati Hulusi Bey, Fuat Hüsnü Kayacan, Hamit Hüsnü Kayacan, Nasuhi Baydar. Il primo alloro nel campionato cittadino arrivò nella stagione 1911-1912.

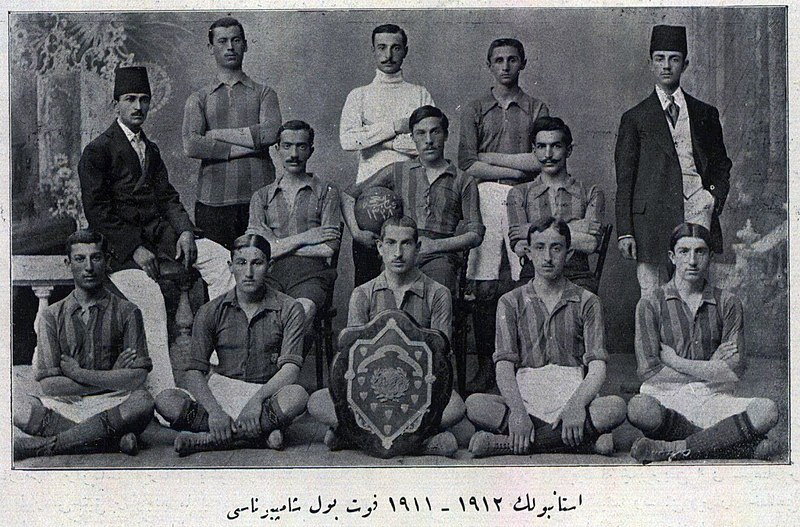
Il Fenerbahçe nel 1912

Mustafa Elkatipzade introdusse altri sport, trasformando il club nella polisportiva Fenerbahçe Sports Club. Il Fenerbahçe giocò contro la Royal Navy che occupò Istanbul durante la guerra d'indipendenza turca. I soldati britannici formarono compagini denominate Essex, Ingegneri, Irish Guards, Granatieri e Artiglieria. Queste squadre giocavano l'una contro l'altra e contro i club di Istanbul e il Fenerbahçe vinse molte di queste partite. Nel periodo dagli anni '20 agli anni '50, quando in Turchia si tenne il campionato turco (1924-1951) e successivamente la Lega nazionale (cioè competizioni tra le vincitrici delle leghe regionali), il Fenerbahçe dette presto prova di essere una squadra egemone, vincendo per tre volte (1933, 1935, 1944) la prima competizione e ben sei volte la seconda.

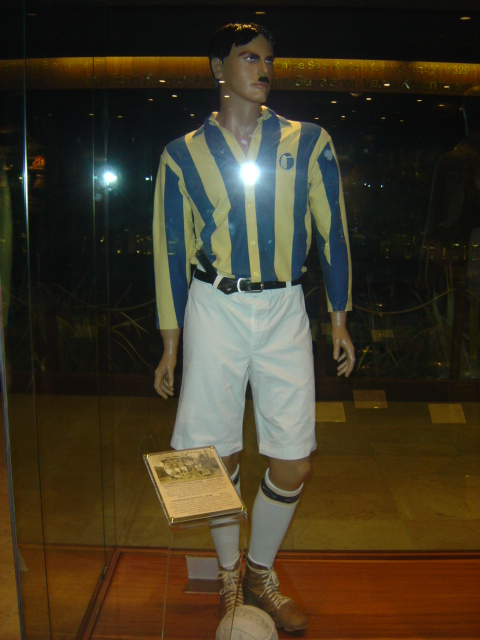
Divisa usata nei primi anni di storia del club esposta nel Museo del Fenerbahçe

### Successi nei tornei turchi ed esordio europeo (1959-1969)
Durante i primi anni del XX secolo federazioni calcistiche organizzate esistevano soltanto a Costantinopoli. Con la fondazione della Repubblica turca e l'istituzione della federazione calcistica turca nel 1923, proprio la federcalcio centrale iniziò ad organizzare i tornei in città differenti, anche se questi campionati avevano solo carattere locale. Più tardi la federazione iniziò a organizzare campionati interurbani, inizialmente col nome di campionato nazionale (Milli Küme), successivamente con il nome di campionato turco, la cui prima edizione si tenne nel 1959 e vide la vittoria del Fenerbahçe, che sconfisse per 4-1 tra andata e ritorno il Galatasaray.
Il Fenerbahçe esordì nelle coppe europee prendendo parte alla Coppa dei Campioni 1959-1960, cui si qualificò eliminando nel turno preliminare il Csepel, diventando il primo club turco a superare un turno ad eliminazione diretta in una competizione internazionale. Fu poi eliminato al primo turno dal Nizza nella partita di spareggio (andata e ritorno si chiusero in parità). Raggiunse poi i quarti di finale della Coppa delle Coppe 1963-1964, dove fu eliminato dall'MTK Budapest.
Negli anni '60 il Fenerbahçe vinse quattro titoli nazionali e ottenne tre secondi posti, affermandosi come il club turco più vincente del decennio.
Il club vinse la Coppa dei Balcani 1966-1967 battendo in finale l'AEK Atene, divenendo dunque la prima compagine turca ad aggiudicarsi un trofeo internazionale. Per molti anni questo successo rimase ineguagliato (il Sarıyer e il Samsunspor lo eguagliarono verso la fine degli anni '90 vincendo la Coppa dei Balcani).
Il Fenerbahçe allenato da Ignáce Molnár, allenatore ungherese, riuscì ad eliminare il Manchester City campione d'Inghilterra nel primo turno della Coppa dei Campioni 1968-1969.

### Anni settanta
Negli anni '70 il Fenerbahçe vinse tre altri titoli nazionali e arrivò spesso secondo.
Nel 1972 ingaggiò come allenatore il brasiliano Didi, due volte campione del mondo con la maglia del Brasile. Il triennio sotto la sua guida fu fruttuoso: un terzo posto (1973-1974) e due titoli consecutivi, nel 1973-1974 e nel 1974-1975. Ai due titoli fecero seguito due secondi posti di fila, prima di un altro titolo, nel 1977-1978. L'attaccante Cemil Turan fu capocannoniere del campionato nel 1973-1974, 1975-1976 e 1977-1978.
Negli anni '70 si accese la rivalità con il Trabzonspor, che per anni fu la principale rivale per il titolo.

### Anni ottanta
Anche negli anni '80 il Fenerbahçe si aggiudicò tre titoli, nel 1982-1983, nel 1984-1985 e nel 1988-1989, accompagnati dal secondo posto nel 1983-1984.
Sotto la guida di Kálmán Mészöly il Fenerbahçe eliminò il Bordeaux campione di Francia nel primo turno della Coppa dei Campioni 1985-1986, primo club turco a superare il primo turno di una competizione europea dopo dieci anni.

### Anni novanta
Negli anni '90 il Galatasaray e il Beşiktaş dominarono il campionato turco. L'unico successo del Fenerbahçe nel decennio risale al 1995-1996, sotto la guida di Carlos Alberto Parreira, già alla guida del Brasile campione del mondo 1994.
La stagione 1990-1991 iniziò senza giocatori importanti come Schumacher, Ridvan, Semih e Aykut, costretti all'inattività a causa di malattie e infortuni, e con un nuovo allenatore emergente in panchina, l'olandese Guus Hiddink. Dopo la ventiduesima giornata di campionato, Hiddink fu esonerato a causa della sconfitta sul campo del Trabzonspor.
A causa dei fallimenti della stagione precedente, importanti mosse di calciomercato furono attuate in vista della stagione 1991-92: arrivarono Tanju Çolak ed Engin Ipekoglu, prelevati rispettivamente da Galatasaray e Beşiktaş. In panchina arrivò lo slovacco Jozef Vengloš. Protagonista dell'annata fu Aykut Kocaman, autore di 25 gol in 25 partite di campionato, trascinatore del Fenerbahçe piazzatosi secondo dietro il Beşiktaş. Vengloš non andò oltre il quinto posto nella stagione seguente, a 8 punti dalla capolista Galatasaray, mentre Tanju Çolak fu nella stessa annata capocannoniere del campionato turco con 27 reti in 23 partite. Alla fine della stagione Vengloš lasciò il posto al tecnico tedesco Holger Osieck, che rinnovò fortemente la squadra.
Nella fase a gironi della UEFA Champions League 1996-1997 il Fenerbahçe ottenne 7 punti in classifica. Malgrado l'eliminazione, batté tra le altre il Manchester Utd per 1-0 ad Old Trafford, infliggendo agli inglesi la prima sconfitta nel loro stadio dopo 40 anni.

### Anni duemila

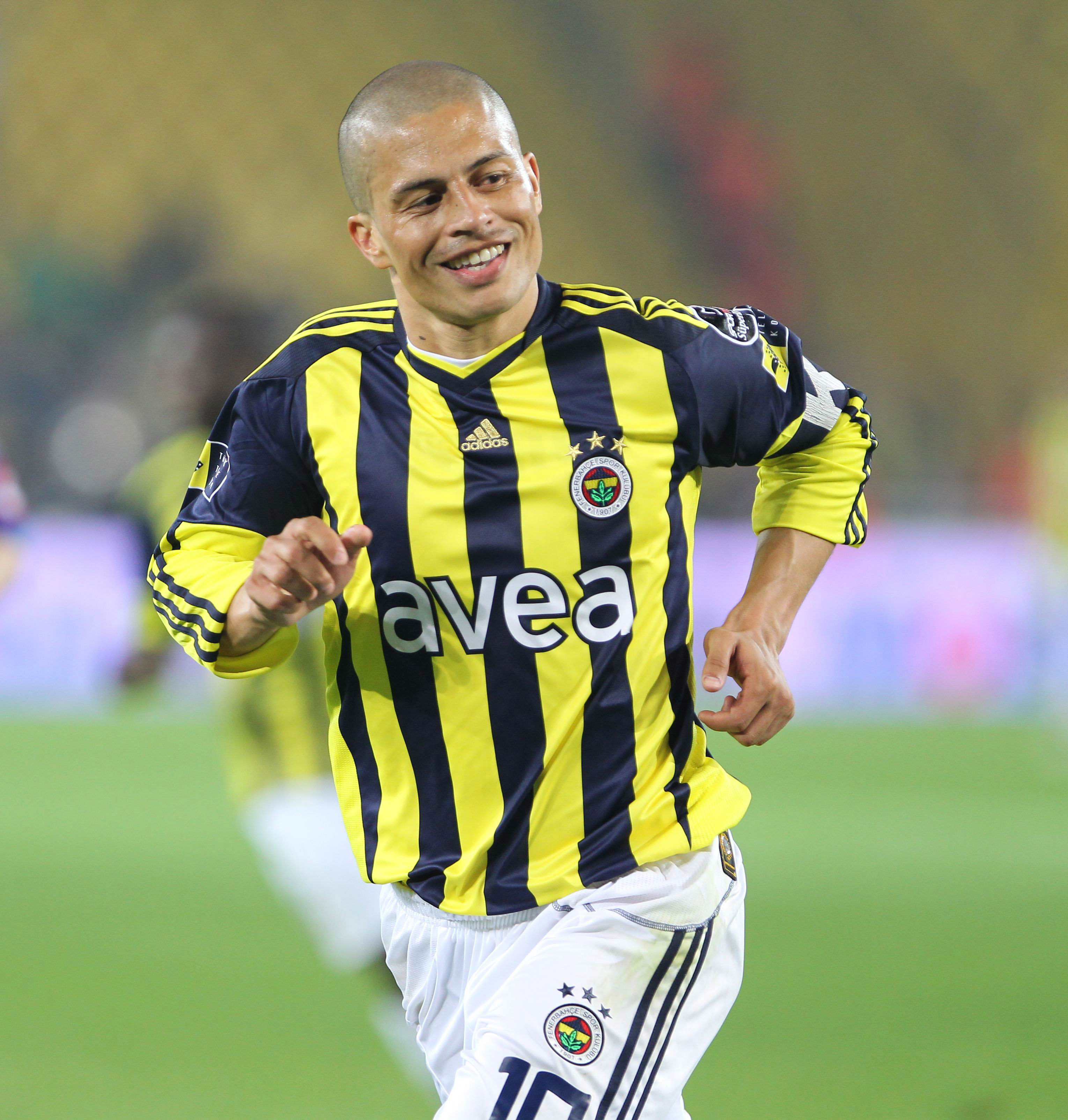
Alex, talentuoso brasiliano, colonna del Fenerbahçe dal 2004 al 2012

Il club gialloblu tornò al successo nel campionato 2000-2001, impedendo al Galatasaray di vincere il quinto titolo consecutivo. L'anno dopo arrivò il secondo posto dietro al Galatasaray, sotto la guida del nuovo allenatore, il tedesco Werner Lorant, mentre nel 2002-2003 la squadra si piazzò sesta, ma riuscì ad addolcire la stagione battendo per 6-0 il Galatasaray allo Stadio Şükrü Saracoğlu il 6 novembre 2002. Dopo l'esonero di Lorant la squadra passò al connazionale Christoph Daum, già campione con il Beşiktaş nel 1995. Grazie all'arrivo di calciatori come Pierre van Hooijdonk, Mehmet Aurélio e Fábio Luciano, la squadra, rinnovata, conseguì il 15º titolo (e quindi la terza stella) nel 2003-2004. Nel 2004-2005 il club gialloblù, che in squadra annoverava il neo-acquisto brasiliano Alex, si confermò campione, avendo la meglio sul Trabzonspor. Il triennio di Daum si chiuse con il secondo posto del 2005-2006, stagione che vide il Fenerbahçe perdere il titolo a vantaggio del Galatasaray all'ultima giornata (il Fener, che avrebbe conquistato il titolo con una vittoria, pareggiò per 1-1 contro il Denizlispor, mentre il Galatasaray vinse per 3-0 contro il Kayserispor).
Il 4 luglio 2006 la guida tecnica della squadra passò al brasiliano Zico, che firmò un contratto biennale. Puntellati la difesa, con gli ingaggi di Diego Lugano ed Edu Dracena, e l'attacco con Mateja Kežman e Deivid, Zico iniziò il campionato 2006-2007 battendo per 6-0 il Kayseri Erciyesspor e proseguì la sua marcia fino a vincere il titolo con 9 punti di vantaggio sul Beşiktaş. Alex fu capocannoniere del torneo con 19 gol.
Nel 2007-2008 la squadra di Zico si piazzò seconda e arrivò ai quarti di finale di UEFA Champions League. Superata la fase a gironi alle spalle dell'Inter campione d'Italia, tra l'altro battuta in casa per 1-0, la squadra eliminò ai rigori il Siviglia agli ottavi di finale, per poi fermarsi ai quarti di finale contro il Chelsea che, sconfitto per 2-1 all'andata, rimontò con un 2-0 a Stamford Bridge. Seguì il quarto posto della stagione 2008-2009.

### Anni duemiladieci e duemilaventi
Nel 2009-2010 il Fenerbahçe fu beffato: il titolo andò all'ultima giornata alla sorpresa Bursaspor. Malgrado la sconfitta finale, il Fenerbahçe stabilì i primati stagionali di maggior numero di partite senza subire gol (10) e vittorie consecutive (8) in campionato.

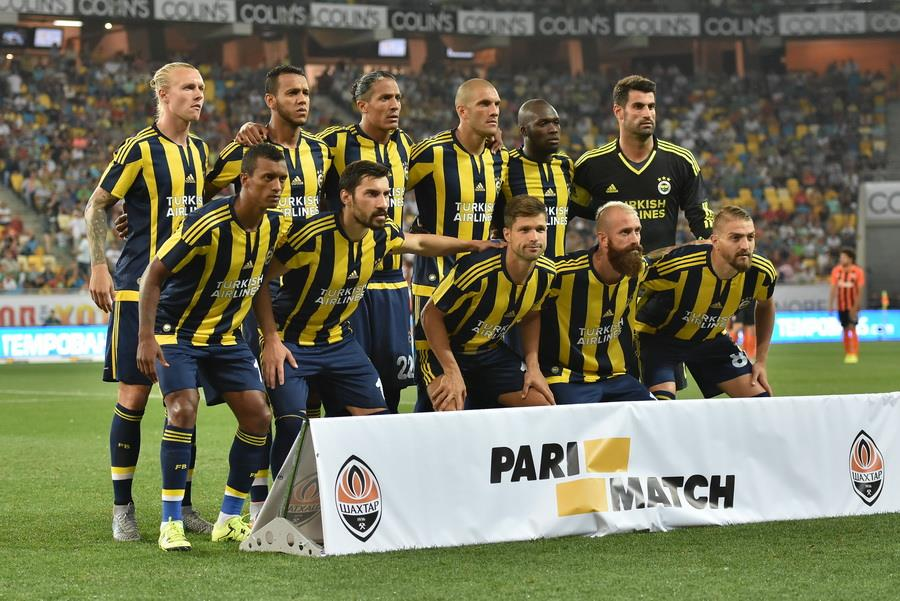
Il Fenerbahçe prima di una partita di UEFA Champions League nell'agosto 2015.

Nel luglio 2011 il Fenerbahçe rimase coinvolto in uno scandalo di calcioscommesse relativo a 6 match della stagione precedente, ma non subì alcuna sanzione perché la giustizia sportiva nel 2012 decise per l'amnistia. La squadra portò a 47 partite (38 vittorie e 9 pareggi) la striscia di imbattibilità (980 giorni) al Şükrü Saracoğlu in Süper Lig, iniziata il 22 febbraio 2010 con la vittoria contro il Bursaspor e conclusasi con la sconfitta contro l'Antalyaspor del 29 ottobre 2012.
Molto buono fu il percorso nell'Europa League 2012-2013, in cui il Fenerbahçe si arrese al Benfica in semifinale (2-1 e 1-3 i risultati), ottenendo la sua migliore prestazione europea di sempre.
Il 28 giugno 2013 Ersun Yanal sostituì in panchina Aykut Kocaman, dimessosi alla fine di maggio. L'estate 2013 fu segnata dalla sentenza del Tribunale Arbitrale dello Sport, che escluse il club per due anni dalle coppe europee in seguito al coinvolgimento nello scandalo del calcioscommesse. Il Fenerbahçe, piazzatosi secondo nel campionato 2012-2013, fu dunque escluso dalla Champions League e dall'Europa League. Nel 2013-2014 il club, libero dagli impegni europei e sotto la guida del tecnico Ersun Yanal, vinse il campionato con autorevolezza per la 19ª volta (9 punti di vantaggio sul Galatasaray, raggiunto per numero di titoli vinti).
Nel 2014-2015, affidata a İsmail Kartal, la squadra giunse seconda, a tre punti dalla capolista. Sotto la guida del nuovo tecnico Vítor Pereira e del direttore sportivo Giuliano Terraneo, nel 2015-2016 la squadra, rinforzata dagli arrivi di Nani, Simon Kjær e Robin van Persie, si confermò seconda forza del campionato. Nella stagione 2016-2017 la guida tecnica passò a Dick Advocaat, che condusse i suoi al terzo posto e alla semifinale di Coppa di Turchia.
In vista della stagione 2017-2018 tornò in sella Aykut Kocaman, già alla guida tecnica della compagine di Istanbul dal 2010 al 2013. La clamorosa eliminazione contro i macedoni del Vardar nell'ultimo turno preliminare di Europa League fece da preludio a una negativa partenza in campionato: in 11 giornate i gialloblù raccolsero 4 vittorie, 5 pareggi e 2 sconfitte. La squadra chiuse comunque il campionato al secondo posto, a tre punti dalla capolista Galatasaray, mentre in Coppa di Turchia, dopo le polemiche per gli incidenti verificatisi nella semifinale e il ritiro del Beşiktaş dalla competizione, la formazione di Kocaman fu sorprendentemente sconfitta per 3-2 in finale dall'Akhisar Belediyespor.
Nell'annata 2018-2019 alla guida della squadra subentrò Phillip Cocu. Il nuovo presidente Ali Koç, uno degli uomini più ricchi di Turchia, si trovò a fronteggiare una grave situazione debitoria, acuita dai limiti di spesa imposti dalla crisi economica turca e dalle norme del fair play finanziario imposte dalla UEFA. Sul campo la stagione iniziò male: ad ottobre Cocu fu esonerato dopo aver ottenuto solo 9 punti nelle prime 10 giornate di campionato, con la squadra a ridosso della zona retrocessione. Gli subentrò Yanal, che condusse i suoi al sesto posto, seguito dal settimo posto nel 2019-2020. Guidata prima da Erol Bulut e poi da Emre Belözoğlu, nel 2020-2021 la squadra si piazzò terza, mentre l'anno dopo furono Vítor Pereira e Zeki Murat Göle ad allenare la compagine di Istanbul, giunta seconda. 
Nel 2022-2023 il Fenerbahçe di Jorge Jesus tornò alla vittoria di un trofeo nazionale, la Coppa di Turchia, battendo in finale l'İstanbul Başakşehir per 2-0. Nella stagione seguente, sotto la guida di İsmail Kartal, totalizzò ben 99 punti in campionato perdendo una sola partita, ma giunse seconda, a tre punti dal Galatasaray campione.

## Colori e simboli

### Simboli ufficiali

#### Stemma

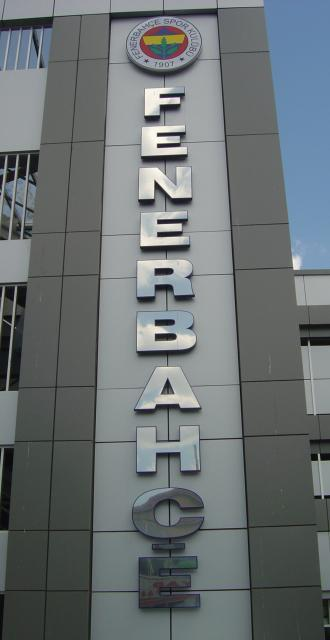
Logo del Fenerbahçe

L'emblema del Fenerbahçe è stato ideato da Topuz Hikmet, che aveva precedentemente giocato con i Canarini come ala sinistra, nel 1910 ed è stato realizzato da Tevfik Haccar (Taşcı) a Londra. L'emblema è fatto di cinque colori. La sezione bianca che include la scritta Fenerbahçe Spor Kulubu 1907 rappresenta la purezza e la sincerità del cuore. La sezione rossa rappresenta l'amore e la fedeltà alla società e simboleggia anche i colori della bandiera turca. L'ammirazione e l'invidia verso la squadra sono simboleggiati della sezione centrale, gialla, mentre la nobiltà d'animo è simboleggiata dal blu marino. La foglia di quercia che sorge sopra le sezioni blu e gialle simboleggia la resistenza del Fenerbahçe. Il colore verde della foglia mostra che il successo del Fenerbahçe è di importanza fondamentale.
Topuz Hikmet descrive così la storia dello stemma: "Dopo il cambiamento dei colori della società da giallo e bianco a giallo e blu marino, c'era un concorso per creare uno stemma con i nostri nuovi colori. I miei amici mi hanno affidato il disegno di questo emblema. In primo luogo, ho riunito i colori della nostra bandiera, colori nazionali, il rosso e il bianco. Allora sopra il rosso ho disegnato una figura a forma di cuore, di colore giallo e blu marino, aggiungendoci una foglia di quercia che rappresenta la resistenza. Ho scritto il nome della società e la data di fondazione sulla sezione bianca. Nel disegnare il nostro emblema, ho provato a dare questo significato: prestazione del club con dipendenza dal cuore. Il disegno è stato votato dai miei amici e così il nostro nuovo emblema è stato realizzato con il consiglio di Tevfik Haccar, che all'epoca era in Germania. Dopo che il nuovo alfabeto (occidentale) è stato approvato, il disegno è stato registrato, e il nome del club sull'emblema è stato cambiato in Fenerbahçe Spor Kulübü - 1907".

## Strutture

### Stadio

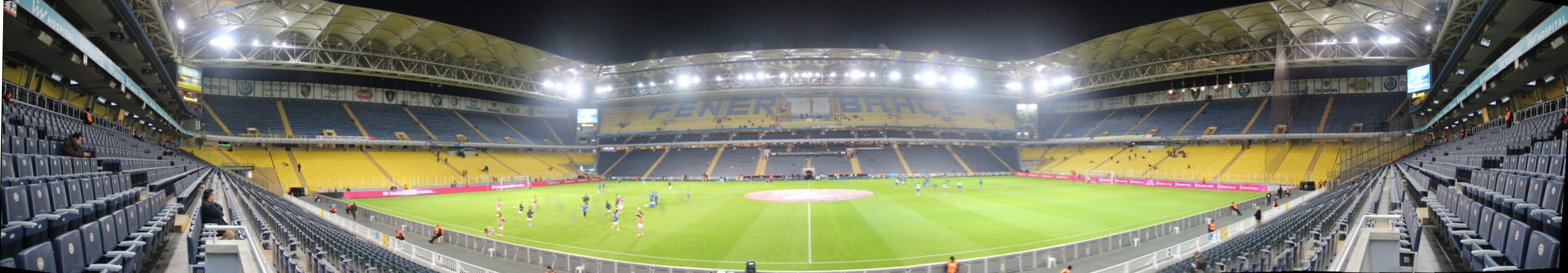
Panoramica dello Stadio Şükrü Saracoğlu.

I canarini giocano le partite casalinghe nello Stadio Şükrü Saracoğlu, che può contenere 47.834 spettatori ed è per questo uno dei più grandi della Turchia. Inaugurato nel 1908 è situato a Kadıköy, che si trova nella parte asiatica della città. Nella sua storia ha ospitato molti eventi, tra i quali la finale della Coppa UEFA 2008-2009.
All'inizio questo impianto si chiamava Papazın Çayırı (campo del prete), ed ospitava tutti gli incontri del campionato di calcio di Istanbul. Nel 1921 perse la sua importanza a causa dell'apertura dello Stadio di Taksim, che fu utilizzato congiuntamente fino alla sua demolizione, avvenuta nel 1940; nelle sue vicinanze si trovano oggi il Parco di Gezi e la celebre Piazza Taksim.
Intanto però il Fenerbahçe era riuscito ad acquistare il Papazın grazie all'aiuto di Şükrü Saracoğlu; costui era membro del governo e presidente del club, e gli verrà in seguito intitolato l'impianto. Questo viene nel tempo più volte ristrutturato, tanto da raggiungere gli standard moderni.

## Diffusione nella cultura di massa

### Atatürk e il Fenerbahçe
Il fondatore della Repubblica turca, Mustafa Kemal Atatürk, era un sostenitore del Fenerbahçe. Dopo un pareggio per 3-3 contro il Galatasaray nella Gazi Cup, si narra che Atatürk, che era seduto vicino a due tifosi del Fenerbahçe e a tre del Galatasaray, disse: "Siamo tre a tre, perché anche io sono un sostenitore del Fenerbahçe".
Atatürk visitò la sede del Fenerbahçe e firmò il registro degli onori, sul quale scrisse:
(Mustafa Kemal)
.
Quando l'edificio, in gran parte in legno, di proprietà della società e sede del club, a Kusdili (Kadiköy), venne distrutto da un incendio la notte del 5 giugno 1932, la prima donazione per una nuova costruzione venne proprio da Atatürk.

## Allenatori e presidenti
Di seguito è riportata la lista degli allenatori che si sono succeduti alla guida del club nella sua storia.
- 1935-1938  James Donnelly
- 1947-1948  Ignác Molnár
- 1948-1949  Cihat Arman
- 1951-1953  László Székely
- 1953-1955  Žarko Mihajlović
- 1956-1957  László Székely
- 1957-1960  Ignác Molnár
- 1960-1961  Ignác Molnár (1 lug.-13 gen.)
 László Székely (19 gen.- 30 giu.)
- 1961-1962  László Székely
- 1962-1964  Mirko Kokotović
- 1964-1965  Oscar Hold
- 1966-1967  Abdulah Gegić
- 1967-1969  Ignác Molnár
- 1969-1970  Traian Ionescu
- 1970-1971  Constantin Teașcă
- 1971-1972  Sabri Kiraz
- 1972-1975  Didi
- 1975-1976  Necdet Niş,  Ilie Datcu (1 lug.-31 dic.)
 Abdulah Gegić (1 gen.- 30 giu.)
- 1976-1978  Tomislav Kaloperović
- 1978-1979  Necdet Niş
- 1979-1980  Şükrü Ersoy
- 1980-1982  Friedel Rausch
- 1982-1984  Branko Stanković
- 1984-1985  Todor Veselinović
- 1985-1986  Kálmán Mészöly
- 1986-1987  Branko Stanković
- 1987-1988  Pál Csernai
- 1988-1990  Todor Veselinović
- 1990-1991  Guus Hiddink
- 1991-1992  Tınaz Tırpan (1 lug.-31 ago.)
 Jozef Vengloš (1 set.- 30 giu.)
- 1993-1994  Holger Osieck
- 1994-1995  Holger Osieck (1 lug.-18 dic.)
 Tomislav Ivić (19 dic.- 30 giu.)
- 1995-1996  Carlos Alberto Parreira
- 1996-1997  Sebastião Lazaroni (1 lug.-6 feb.)
 Todor Veselinović (7 feb.- 30 giu.)
- 1997-1998  Otto Barić
- 1998-1999  Joachim Löw
- 1999-2000  Zdeněk Zeman,  Turan Sofuoğlu
- 2000-2001  Mustafa Denizli
- 2001-2002  Mustafa Denizli (1 lug.-2 gen.)
 Werner Lorant (3 gen.- 30 giu.)
- 2002-2003  Werner Lorant (1 lug.-9 dic.)
 Oğuz Çetin (10 dic.- 30 giu.)
- 2003-2006  Christoph Daum
- 2006-2008  Zico
- 2008-2009  Luis Aragonés
- 2009-2010  Christoph Daum
- 2010-2013  Aykut Kocaman
- 2013-2014  Ersun Yanal
- 2014-2015  İsmail Kartal
- 2015-2016  Vítor Pereira
- 2016-2017  Vítor Pereira (1 lug.-11 ago.)
 Dick Advocaat (16 ago.- 30 giu.)
- 2017-2018  Aykut Kocaman
- 2018-2019  Phillip Cocu (1 lug.-28 ott.)
 Erwin Koeman (29 ott.- 13 dic.)
 Ersun Yanal (14 dic.- 30 giu.)
- 2018-2020  Ersun Yanal
- 2020-2021  Erol Bulut (5 ago.-25 mar.)
 Emre Belözoğlu (25 mar.-15 mag.)
- 2021-2022  Vítor Pereira (1 lug.-21 dic.)
 Zeki Murat Göle (22 dic.-30 mag.)
- 2022-2023  Jorge Jesus
- 2023-2024  İsmail Kartal
- 2024-  Josè Mourinho

Tra i presidenti illustri si ricordano Şükrü Saracoğlu (a cui è intitolato lo stadio), Faruk Ilgaz, Ali Şen e l'attuale presidente, Aziz Yıldırım, che ha portato avanti dal 1998 una gestione simile a quella del Manchester Utd, gestione che ha permesso al Fenerbahçe di raggiungere notevoli risultati economici, anche se adesso ha un processo in corso per aver truccato un intero campionato, pagato arbitri e anche numerosi giocatori.
Dal sito ufficiale
- 1907-1908  N. Ziya Songülen
- 1908-1909  Ayetullah Bey
- 1909-1910  Tevfik H. Taşçı
- 1911-1912  O. Fuat Efendi
- 1912-1914  H. Hüsnü Kayacan
- 1914-1915  Hulusi Salih Paşa e Salih Hulusi Kezrak
- 1915-1916  M. Sabri Toprak
- 1916-1918  Dr. Nazım Bey
- 1918-1919  İ. A. Nuri Sekizinci
- 1920-1923  Ömer Faruk Efendi
- 1924-1927  Nasuhi Baydar
- 1928-1932  M. Menemencioğlu
- 1932-1933  Sait S. Cihanoğlu
- 1933-1934  Hayri Celal Atamer
- 1934-1950  Şükrü Saracoğlu
- 1950-1951  Ali M. Hacıbekir
- 1951-1953  O. Kavrakoğlu
- 1953-1954  Bedii Yazıcı
- 1955-1957  Zeki Rıza Sporel
- 1958-1959  Agah Erozan
- 1960-1960  Medeni Berk
- 1960-1961  Hasan Kamil Sporel
- 1961-1962  Razi Trak
- 1962-1966  İsmet Uluğ
- 1966-1974  Faruk Ilgaz
- 1974-1976  Emin Cankurtaran
- 1976-1980  Faruk Ilgaz
- 1980-1981  Razi Trak
- 1981-1983  Ali Şen
- 1983-1984  Faruk Ilgaz
- 1984-1986  Fikret Arıcan
- 1986-1989  Tahsin Kaya
- 1989-1993  Metin Aşık
- 1993-1994  Güven Sazak
- 1994-1994  Hasan Özaydın
- 1994-1998  Ali Şen
- 1998-2018  Aziz Yıldırım
- 2018-  Ali Koç

## Calciatori

### Vincitori di titoli
Campioni del Sudamerica
- Diego Lugano (Argentina 2011)

## Palmarès

### Competizioni nazionali
- Campionato turco: 19

1959, 1960-1961, 1963-1964, 1964-1965, 1967-1968, 1969-1970, 1973-1974, 1974-1975, 1977-1978, 1982-1983, 1984-1985, 1988-1989, 1995-1996, 2000-2001, 2003-2004, 2004-2005, 2006-2007, 2010-2011, 2013-2014
- Coppa di Turchia: 7

1967-1968, 1973-1974, 1978-1979, 1982-1983, 2011-2012, 2012-2013, 2022-2023
- Coppa del Primo ministro/Supercoppa di Turchia: 9

1968, 1973, 1975, 1984, 1985, 1990, 2007, 2009, 2014
- Coppa del Primo ministro: 8  (record)

1944-1945, 1945-1946, 1949-1950, 1972-1973, 1979-1980, 1988-1989, 1992-1993, 1997-1998
- Lega nazionale: 6  (record)

1936-1937, 1939-1940, 1942-1943, 1944-1945, 1945-1946, 1949-1950
- Coppa TSYD: 12

1969-1970, 1973-1974, 1975-1976, 1976-1977, 1978-1979, 1979-1980, 1980-1981, 1982-1983, 1985-1986, 1986-1987, 1994-1995, 1995-1996
- Coppa Atatürk: 2 (record)

1963-1964, 1998
- Campionato turco di calcio : 3 (record condiviso con l'Harp Okulu)

1933, 1935, 1944
- Coppa Sport-Toto: 1

1967
- Coppa Flotta: 4

1982, 1983, 1984, 1985

### Competizioni regionali
- Campionato di Istanbul: 16 (record)

1911-1912, 1913-1914, 1914-1915, 1920-1921, 1922-1923, 1929-1930, 1932-1933, 1934-1935, 1935-1936, 1936-1937, 1943-1944, 1946-1947, 1947-1948, 1952-1953, 1956-1957, 1958-1959
- Coppa di Istanbul: 1

1945
- Scudo di Istanbul: 4

1930, 1934, 1938, 1939

### Competizioni internazionali
- Coppa dei Balcani: 1

1966-1967

### Altri piazzamenti
- Campionato turco:

Secondo posto: 1959-1960, 1961-1962, 1966-1967, 1970-1971, 1975-1976, 1976-1977, 1979-1980, 1983-1984, 1989-1990, 1991-1992, 1993-1994, 1997-1998, 2001-2002, 2005-2006, 2007-2008, 2009-2010, 2011-2012, 2012-2013, 2014-2015, 2015-2016, 2017-2018, 2022-2023, 2023-2024, 2024-2025
Terzo posto: 1962-1963, 1971-1972, 1972-1973, 1978-1979, 1981-1982, 1996-1997, 1998-1999, 2016-2017, 2020-2021
- Coppa di Turchia:

Finalista: 1962-1963, 1964-1965, 1995-1996, 1967-1968, 2000-2001, 2004-2005, 2005-2006, 2008-2009, 2009-2010, 2015-2016, 2017-2018
Semifinalista: 1965-1966, 1968-1969, 1970-1971, 1971-1972, 1972-1973, 1980-1981, 1983-1984, 1989-1990, 1990-1991, 1992-1993, 1994-1995, 2003-2004, 2006-2007, 2014-2015, 2016-2017, 2019-2020
- Supercoppa di Turchia:

Finalista: 1970, 1974, 1978, 1979, 1983, 1989, 2012, 2013
- Lega nazionale:

Secondo posto: 1944, 1947
- UEFA Europa League:

Semifinalista: 2012-2013

## Statistiche e record

### Partecipazione ai campionati e ai tornei internazionali

#### Campionati nazionali
Dalla stagione 1959 alla 2019-2020 il club ha ottenuto le seguenti partecipazioni ai campionati nazionali:
| Livello | Categoria                             | Partecipazioni | Debutto | Ultima stagione | Totale |
| ------- | ------------------------------------- | -------------- | ------- | --------------- | ------ |
| 1º      | Millî Lig / Türkiye 1.Lig / Süper Lig | 62             | 1959    | 2019-2020       | 62     |

#### Tornei internazionali
Alla stagione 2019-2020 il club ha ottenuto le seguenti partecipazioni ai tornei internazionali:
| Categoria                                | Partecipazioni | Debutto   | Ultima stagione |
| ---------------------------------------- | -------------- | --------- | --------------- |
| Coppa dei Campioni/UEFA Champions League | 26             | 1959-1960 | 2018-2019       |
| Coppa delle Coppe                        | 2              | 1963-1964 | 1979-1980       |
| Coppa UEFA/UEFA Europa League            | 24             | 1975-1976 | 2018-2019       |

### Statistiche individuali
Il giocatore con più presenze nelle competizioni europee è Volkan Demirel a quota 88, mentre il miglior marcatore è Alex con 15 gol.
| Record di presenze - 763 Müjdat Yetkiner (1979-1995) - 615 Lefter Küçükandonyadis (1947-1965) - 605 Şeref Has (1955-1969) - 508 Cem Pamiroğlu (1976-1986) - 463 Naci Erdem (1953-1963) | Record di reti - 140 Aykut Kocaman (1988-1996) - 137 Alex (2004-2012) - 74 Lefter Küçükandonyadis (1947-1965) - 69 Elvir Bolić (1995-2000) |

### Statistiche di squadra
Il miglior traguardo nelle competizioni europee è la semifinale raggiunta nella UEFA Europa League 2012-2013: dopo aver eliminato anche la Lazio nei quarti arriva però la sconfitta col Benfica nel turno successivo. Notevole è anche il raggiungimento dei quarti nella UEFA Champions League 2007-2008: dopo il secondo posto nel girone alle spalle dell'Inter sconfigge negli ottavi il Siviglia ai tiri di rigore, ma deve poi arrendersi al Chelsea in seguito finalista. Un approdo nel medesimo turno avviene anche nella Coppa delle Coppe 1963-1964.
A livello internazionale la miglior vittoria è per 5-0, ottenuta in tre occasioni: contro l'MTK Budapest nel secondo turno preliminare della UEFA Champions League 2008-2009, contro il B36 Tórshavn nel secondo turno preliminare della UEFA Champions League 2006-2007 e contro la Turan Tovuz nel turno preliminare della Coppa UEFA 1994-1995, mentre la peggior sconfitta è il 7-0 subito contro il Benfica nel primo turno della Coppa dei Campioni 1975-1976.

## Organico

### Rosa 2025-2026
Rosa aggiornata al 19 agosto 2025. 

| N. |                     | Ruolo | Calciatore          |
| -- | ------------------- | ----- | ------------------- |
| 1  | Turchia (bandiera)  | P     | İrfan Can Eğribayat |
| 3  | Brasile (bandiera)  | D     | Diego Carlos        |
| 4  | Turchia (bandiera)  | D     | Çağlar Söyüncü      |
| 5  | Turchia (bandiera)  | C     | İsmail Yüksek       |
| 6  | Ghana (bandiera)    | D     | Alexander Djiku     |
| 7  | Brasile (bandiera)  | C     | Fred (capitano)     |
| 8  | Turchia (bandiera)  | C     | Mert Hakan Yandaş   |
| 10 | Colombia (bandiera) | A     | Jhon Durán          |
| 13 | Turchia (bandiera)  | P     | Tarık Çetin         |
| 14 | Turchia (bandiera)  | D     | Yiğit Efe Demir     |
| 17 | Turchia (bandiera)  | C     | İrfan Kahveci       |
| 18 | Turchia (bandiera)  | D     | Mert Müldür         |
| 19 | Marocco (bandiera)  | A     | Youssef En-Nesyri   |
| 20 | Turchia (bandiera)  | A     | Cengiz Ünder        |
| 22 | Turchia (bandiera)  | D     | Levent Mercan       |

| N. |                        | Ruolo | Calciatore          |
| -- | ---------------------- | ----- | ------------------- |
| 23 | Turchia (bandiera)     | A     | Cenk Tosun          |
| 24 | Paesi Bassi (bandiera) | D     | Jayden Oosterwolde  |
| 27 | Portogallo (bandiera)  | D     | Nélson Semedo       |
| 28 | Turchia (bandiera)     | C     | Bartuğ Elmaz        |
| 33 | Inghilterra (bandiera) | D     | Archie Brown        |
| 34 | Marocco (bandiera)     | C     | Sofyan Amrabat      |
| 37 | Slovacchia (bandiera)  | D     | Milan Škriniar      |
| 40 | Croazia (bandiera)     | P     | Dominik Livaković   |
| 45 | Mali (bandiera)        | A     | Nene Dorgeles       |
| 50 | Brasile (bandiera)     | D     | Rodrigo Becão       |
| 53 | Polonia (bandiera)     | C     | Sebastian Szymański |
| 54 | Turchia (bandiera)     | P     | Ertuğrul Çetin      |
| 70 | Turchia (bandiera)     | A     | Oğuz Aydın          |
| 94 | Brasile (bandiera)     | A     | Talisca             |
| 95 | Turchia (bandiera)     | D     | Yusuf Akçiçek       |
|    | Turchia (bandiera)     | A     | Emre Mor            |

### Staff tecnico
- Allenatore:  José Mourinho
- Vice allenatore:  Salvatore Foti
- Vice allenatore:  Luca Fatiga
- Vice allenatore:  Ricardo Formosinho
- Preparatore dei portieri:  Özden Öngün
- Preparatore atletico:  Stefano Rapetti
- Preparatore atletico:  Michele Salzarulo
- Match analyst:  Giovanni Cerra
- Medico sociale:  Burak Kunduracıoğlu
- Fisioterapista:  Ata Özgür Ercan
- Fisioterapista:  Umut Şahin
- Fisioterapista:  Bülent Uyar